# Aggenstein
L'Aggenstein est un sommet des Alpes, à 1 985 m ou 1 986 m, dans les Alpes d'Allgäu, et en particulier dans les montagnes de Tannheim, entre l'Autriche (Land du Tyrol) et l'Allemagne (Bavière).